# Miloš Havel
Miloš Havel (3. listopadu 1899 Praha – 23. února 1968 Mnichov) byl český mediální podnikatel a filmový producent, strýc bývalého českého prezidenta Václava Havla a jeho bratra Ivana, majitel největší prvorepublikové produkční firmy Lucernafilm.
Jeho jméno je spjato se vznikem Barrandovských filmových ateliérů a rozvojem československé kinematografie v období mezi světovými válkami i během druhé světové války. Někdy bývá označován za prvního českého filmového magnáta. Byl spolumajitel paláce Lucerna, člen Autoklubu RČs., Společenského klubu v Praze, Rotary Clubu a I. Čes. Lawn Tennis Clubu (I. ČLTK).

## Život

### Dětství
Narodil se v rodině stavebního podnikatele Vácslava Havla a jeho manželky Emilie, rozené Pavelkové. Václav M. Havel (1897–1979) (otec presidenta Havla) byl jeho starší bratr. Do školy Miloš chodil v Praze. Havlovi bydleli na tehdejším Palackého nábřeží 2000 (nyní Rašínovo nábřeží 2000/78). Při americkém náletu na Prahu 14. února 1945 byl vedlejší dům zasažen (na tomto pozemku nyní stojí Tančící dům) a od jeho požáru se vznítila střecha domu, kde bydleli Havlovi. Dům se stal neobyvatelný a musel být opraven (tento dům na nábřeží z 85 % vlastnil Milošův synovec Ivan Havel). Rodina (a i Miloš) trávila letní měsíce, podzimní hony a někdy i Vánoce od roku 1908 na rodinném sídle v Havlově, na samotě, součásti obce Žďárec u Tišnova.

### Počátky kariéry ve filmu a v podnikání
V roce 1912 koupil otec Vácslav Havel společnost Kinofa a založil rodinný podnik Lucernafilm. Poprvé je Miloš Havel uváděn v souvislosti s Lucernafilmem jako autor námětu a scénáře filmu Pražští adamité. V roce 1917 se stal ředitelem Bio Lucerna v Paláci Lucerna, který postavil a vlastnil jeho otec. Po smrti rodičů založil Miloš se starším bratrem Václavem firmu Bratři Havlové, jejímž prostřednictvím spravovali všechny podniky v paláci Lucerna a později na Barrandově.
V roce 1921 založil Miloš Havel akciovou společnost AB (American Film Company a Biografia) spojením distribučních společností a v roce 1931 byla založena na návrzích špičkového architekta, urbanisty, ale i filmového režiséra Maxe Urbana stavba filmových ateliérů na Barrandově. Filmové továrny AB na Barrandově, uvedené do provozu v roce 1933, byly znárodněny v srpnu 1945 dle dekretu č. 50 prezidenta Edvarda Beneše.
Jeho přátelství s automobilovým závodníkem Čeňkem Junkem mělo i obchodní rozměr. Když v roce 1925 Čeněk Junek zakládal vlastní Bankovní dům Junek & spol. převzetím bankovní firmy B. Fuchs & spol., komanditistou nové společnosti se stal i Miloš Havel.
V polovině 20. let založil společnost Radio Lucerna, která se zabývala dovozem a prodejem rozhlasových přijímačů. Po vzniku československých výroben levnějších přijímačů Havel tuto obchodní aktivitu ukončil. V roce 1927 založil v Lucerně Kabaret-restaurant Lucerna, k jehož zahajovacímu programu získal Jana Wericha, Jiřího Voskovce a Milču Majerovou. Později (1932) v Lucernabaru (a ve Velkém sále v Lucerně) vystupovala i Josephina Bakerová. Miloš Havel dal kvůli ní zřídit zvláštní vchod do své kanceláře s garsoniérou, aby mohla nepozorovaně vejít a odejít. Její průvodce-impressário ji přísně hlídal, aby se s Milošem nesetkala o samotě.

### Sportovec
Majitelem vůdčího listu byl Miloš Havel od 13. prosince 1920, když se 9. prosince podrobil předepsané zkoušce a vykonal jízdní zkoušku na osobním voze Walter W-I (5/14 HP). V roce 1922 se stal majitelem osobního automobilu Fiat (ev. zn. N 466), aby jej vzápětí vyměnil za „stokoňový” Mercedes 38/100 PS (N 13). S tímto automobilem se zúčastnil 29. dubna 1923 7. ročníku závodu do vrchu Zbraslav-Jíloviště. V cestovních automobilech nad 6,7 l zdvihového objemu nejenom vyhrál tuto třídu a vyhrál kategorii cestovních vozů, ale časem 3:55,3 min vytvořil i rekord třídy, čímž překonal v roce 1922 vytvořený rekord třídy přítelem Čeňkem Junkem. Obdržel mj. pozlacenou medaili pořádajícího AKRČs. a čestnou cenu Moravsko-slezského Automobilního klubu (MSAC). V závodech do vrchu v Karlových Varech (Panorama) 22. července 1923 zvítězil Havel na závodním Mercedesu v třídě nad 4,5 l. Byl však na trati stižen poruchou karburátoru, kterou bleskurychle opravil a ještě dokončil závod v třídě na 1. místě. Nemohl tak za těchto okolností v plném světle předvést své řidičské umění. V prvních mezinárodních automobilových závodech Lochotín-Třemošná 16. září 1923 opět zvítězil ve třídě přes 5,3 l (v druhém nejlepším času dne za Čeňkem Junkem na závodním Bugatti T30) a v cestovních automobilech vyhrál celkově v čase 3:49,1 min, když za sebou nechal i Antonína Kumperu na voze Gräft & Stift.

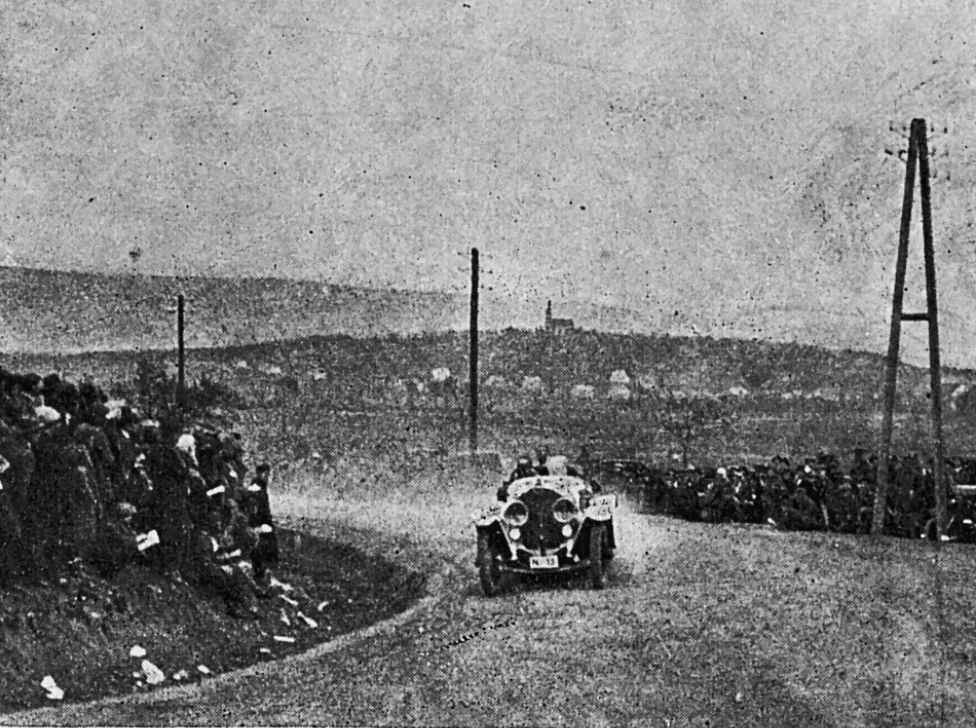
Miloš Havel, Mercedes (Zbraslav-Jíloviště 1923)

V roce 1924 se stal členem komise AKRČs. pro pořádání sportovních podniků. „Spolučleny” v této komisi byli mj. Miloš Bondy, Čeněk Junek, bratři Kumperové (Walter), Václav Vondřich, bratři Šulcové (BSA) atd. V roce 1924 jezdil na závodním automobilu FIAT. Na Zbraslavi v třídě do 1,5 l obsadil 2. místo a na I. mezinárodním závodu do vrchu Brno-Soběšice svoji třídu do 1,5 l na Fiatu vyhrál. V srpnu 1924 se v čele „delegace” československých automobilových závodníků a funkcionářů zúčastnil a rozhodují měrou jako mecenáš finančně podpořil návštěvu Grand Prix d'Europe u francouzského Lyonu (mj. Č.Junek, V.Desenský, A. a V. Kumperovi, J.Nehyba, dr. Pauček). V roce 1926 startoval na závodech do vrchu v cestovním automobilu Bugatti T30. Ve III. ročníku na soběšickém kopci v Brně obsadil 2. místo ve třídě do 2,0 l a v mezinárodním závodě do vrchu v Karlových Varech 11. července zvítězil v čase 2:22 min, kterým opanoval kategorii cestovních automobilů a celkově skončil druhý za Č. Junkem na závodním Bugatti T35.  O rok dříve v tomto závodě Eliška Junková s tímto vozem Bugatti T30 ve sportovní úpravě (bez blatníků) zvítězila v čase 2:20,7 min v třídě sportovních vozů do 2,0 l a i v celkovém pořadí „sporťáků”.

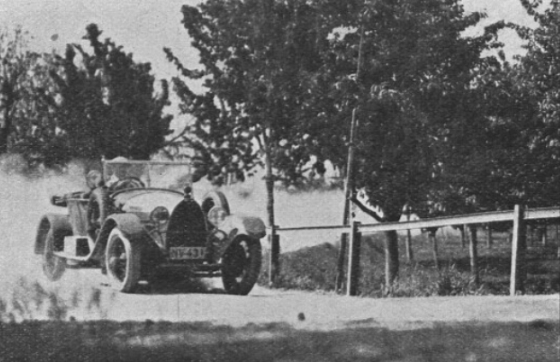
Miloš Havel, Bugatti (Brno-Soběšice 1927)

V roce 1927 na cestovním Bugatti zvítězil 8. května v 9. ročníku závodu Zbraslav-Jíloviště v třídě do 2,0 l a porazil mj. Miloše Bondyho na šestiválcové Tatře 17. Jako vítěz kategorie cestovních automobilů národního závodu obdržel plaketu AKRČs. Na IV. ročníku závodu do vrchu Knovíz-Olšany vyhrál 15. května sportovní auta do 2,0 l v čase 2:35,7 min. Vítěznou sérii zakončil 5. června, kdy zvítězil se svou bugatkou ve třídě do 2,0 l a celkově v kategorii sportovních automobilů na 4. ročníku závodu do vrchu Brno-Soběšice. Závodění definitivně zanechal v roce 1928, když se 15. července na Nürburgringu zabil jeho kamarád Čeněk Junek.
Přestože byl členem tenisového klubu I. ČLTK, tenis hrával spíše rekreakčně. Například v roce 1930 se účastnil tenisového turnaje u bankéře Tůmy na zámku v Hrochově Týnci, který vlastnili Otakar a Melánie Tůmovi. Dalšími účastníky turnaje byli mj. Eliška Junková, tehdejší idol žen, filmový herec Gustav Fröhlich, režisér a scenárista Karel Anton (mj. od roku 1921 šéf dokumentárního a reklamního oddělení tehdy nově založené společnosti A-B Barrandov) a další. Tenisový kurt byl i na rodinném sídle v Havlově. Ten je v současnosti zastřešen a funguje jako tenisová hala.

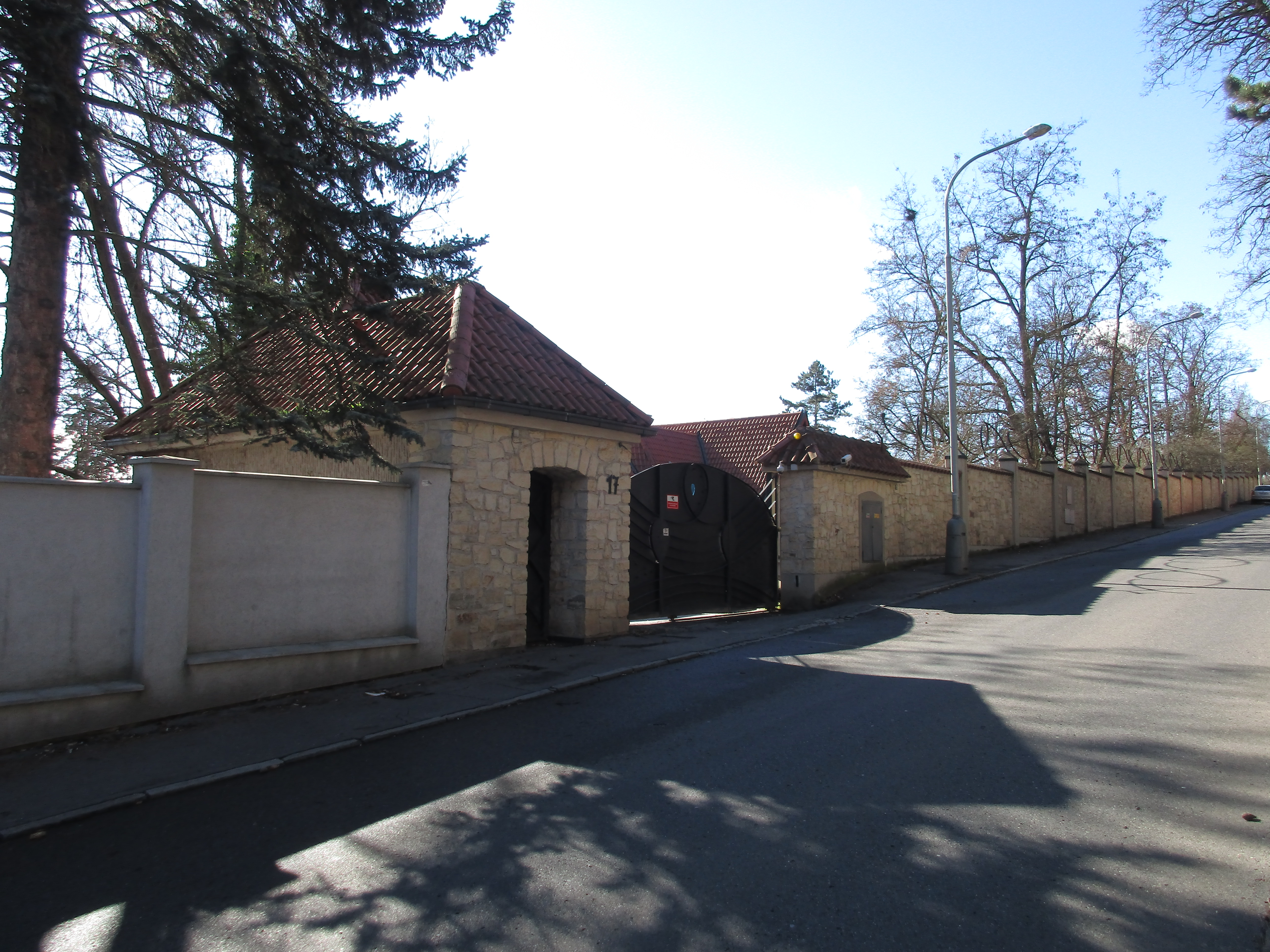
Vila Miloše Havla (Barrandovská 17)

### Vilová kolonie Barrandov
Když jeho starší bratr ing. Václav M. Havel v roce 1927 založil vilovou čtvrť Barrandov a přivedl první obyvatele na dosud neobydlené a pusté území, zvolil za znak nové čtvrti pražského trilobita, jehož autorem je sochař Jan Nušl. První vilu na Barrandově (Pod Habrovou 14) si nechal postavit ing. František Nušl, bratr Jana Nušla a pozdější šéfinženýr v A.S. Walter. Bratři Havlové se kamarádili nejenom s Nušlovými ale i s bratry Augustinem a Karlem Šulcovými, prodejci a závodníky na věhlasných motocyklech BSA. I Karel Šulc bydlel v jedné z vil na Barrandově (Barrandovská 11). Na Barrandově pochopitelně bydlel i Miloš Havel (Barrandovská 17). O parcelu, kde vila Miloše Havla stojí, s výhledem do údolí Vltavy měli nejprve zájem manželé Čeněk a Eliška Junkovi, nakonec ji po tragické smrti Junka na Nürburgringu od Václava M. Havla koupil jeho bratr Miloš Havel. Nechal si na ní postavit nejprve srub podle návrhu filmového architekta Viléma Rittershaina a později vilu ve stylu kalifornských haciend. Výstavba samotné vily podle návrhu Vladimíra Grégra započala až ve 30. letech a dokončena na počátku 40. let 20. století. Traduje se, že v Havlově vile byly (zvláště za Protektorátu) pořádány večírky až pitky za účasti mj. filmových hereček Mandlové, Baarové, Kabátové, Gollové, které končily obyčejně až ráno.

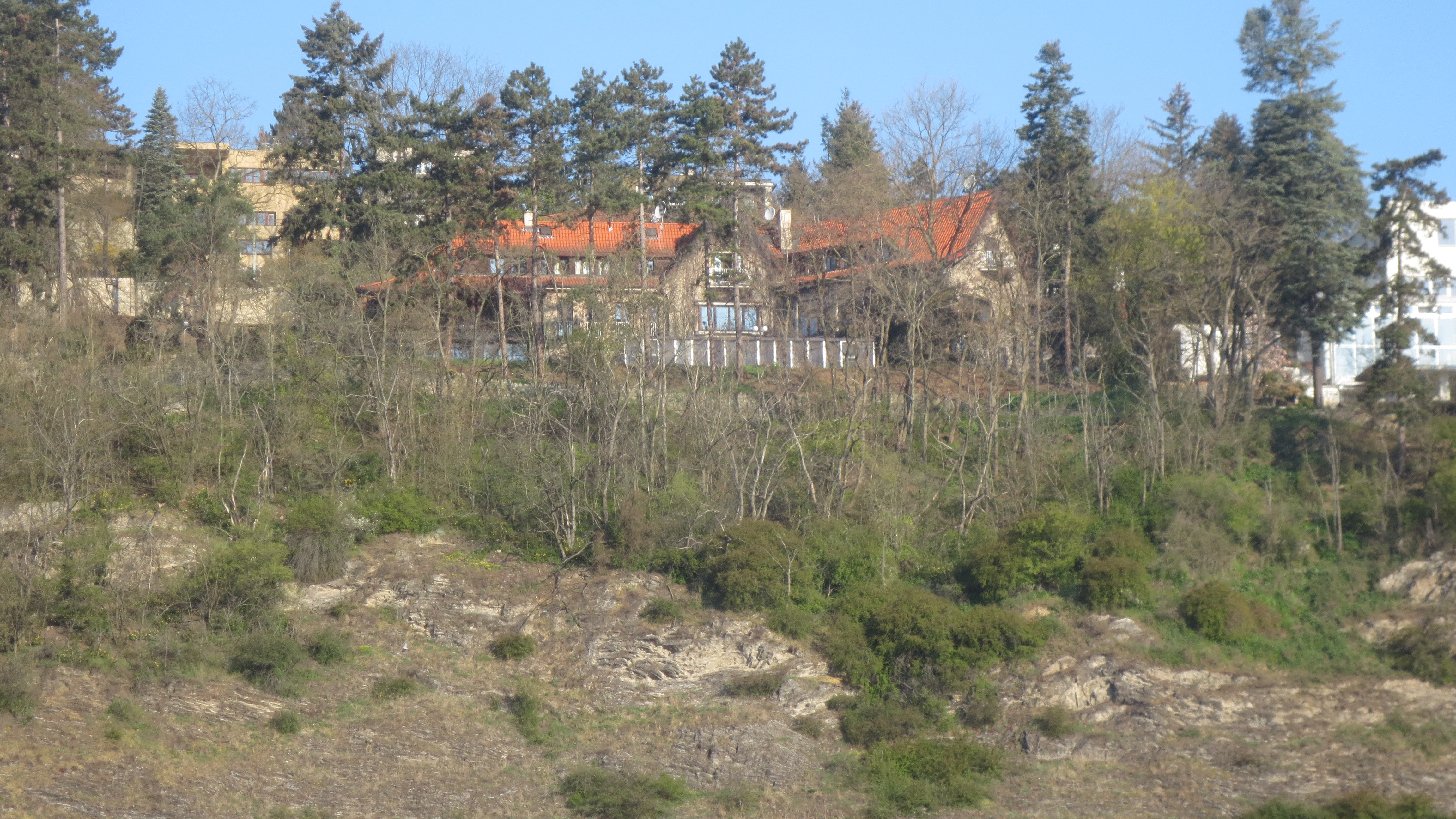
Vila Miloše Havla

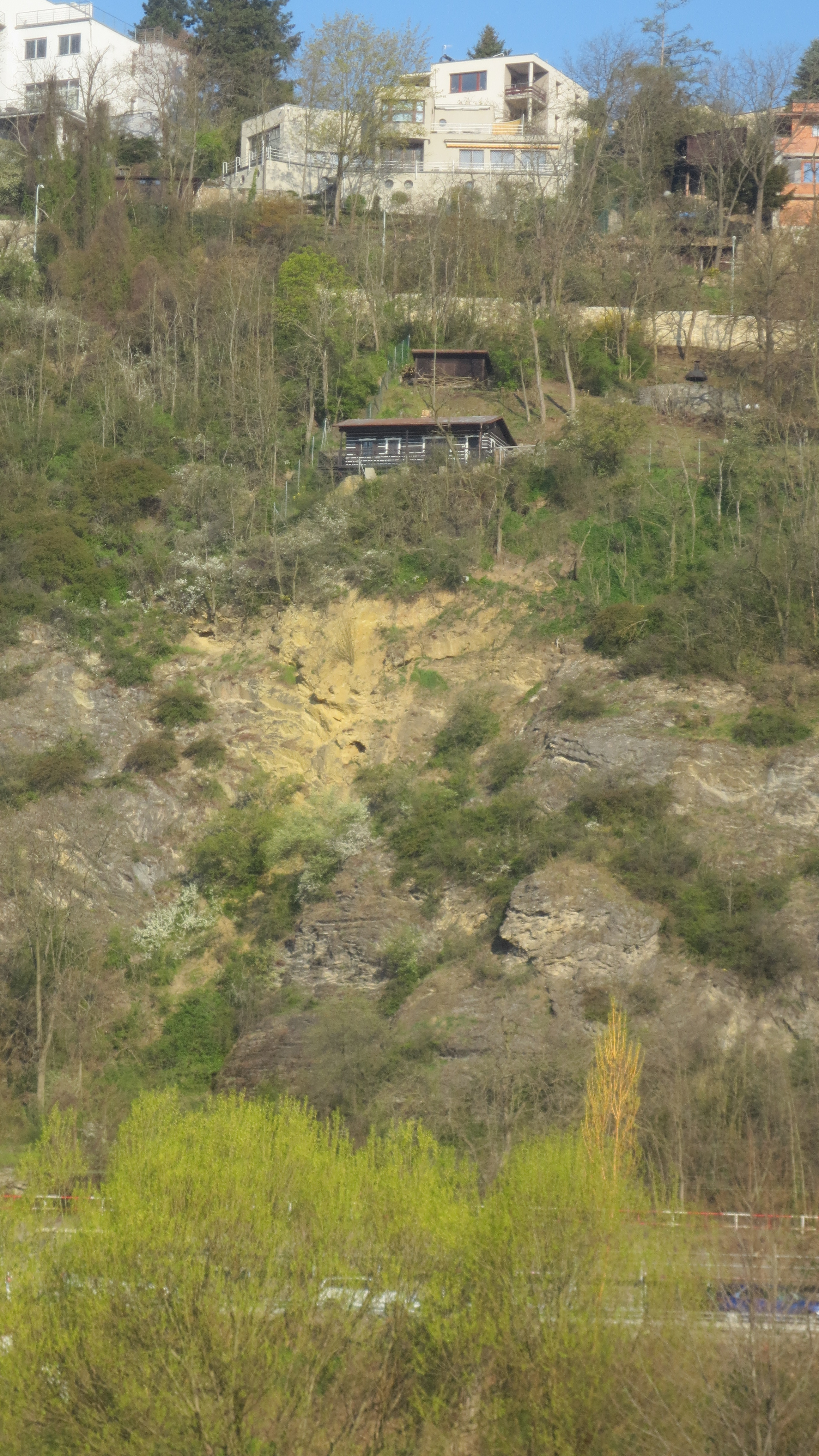
Srub Miloše Havla

### Soukromý život
Byl homosexuální orientace, krátce však byl od 24. října 1933 ženat (spíše ze starého kamarádství než z touhy po ženě) s rozvedenou Marií Zbořilovou roz. Weyrovou, dcerou architekta, stavitele a majitele pražského hotelu Ambassador Františka Weyra. Na počátku války v roce 1940 se po vzájemné dohodě rozvedli. Marie vycestovala do Anglie a tam se znovu provdala. S Milošem zůstala trvale v přátelském korespondenčním styku. Jako Mary Kearyová zemřela 2. dubna 1983 a je pohřbena na pražském hřbitově Na Malvazinkách, v rodinné hrobce jako její otec.

### V období protektorátu

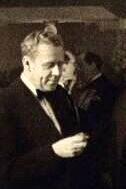
Miloš Havel na Večeru českých film. umělců, 1942

Po příchodu nacistů do Československa byl Miloš Havel opakovaně nucen k tomu, aby prodal svých 51 procent akcií Barrandova, což zpočátku odmítal, a to i přesto, že mu bylo vyhrožováno koncentračním táborem. Nacisté se nakonec filmových studií na Barrandově zmocnili tak, že říšský protektor nařídil zvýšení akciového kapitálu společnosti o 200 procent, které také upsal. Tyto peníze byly do společnosti vloženy pouze formálně a nikoliv ve skutečnosti, ale Miloš Havel tím přesto přišel o majoritní podíl. 26. dubna 1940 však došlo k dohodě a Miloš Havel se rozhodl svůj podíl ve společnosti prodat za 6 885 000 korun. Bylo mu rovněž umožněno pronajmout si ateliéry pro natáčení nejméně pěti filmů za rok. Nacisté nakonec dosáhli svého cíle, ovládli Barrandov a za velmi dobrou cenu získali kvalitní filmové ateliéry, v nichž mohli levně vyrábět své filmy.
Havlův Lucernafilm během protektorátu dále fungoval, jako jedna ze dvou společností měl povoleno natáčet a distribuovat filmy v češtině. Společnost vyprodukovala 32 filmů, převážně komedií. Do zlatého fondu českého filmu bezesporu patří Noční motýl, Nebe a dudy, Hotel Modrá hvězda, Kristián, Muži nestárnou, Ryba na suchu, Přijdu hned, Rozina sebranec a U pěti veverek. Za problematický bývá považován film Jan Cimbura a jeho scény se židovským obchodníkem.
Miloš Havel však během protektorátu prokazatelně pomáhal pronásledovaným osobám. Již v říjnu 1938 byl například vyzván dopisem, který podepsalo 15 českých filmových režisérů, k tomu, aby propustil židovského ředitele své společnosti Levoslava Reichla a členy správní rady. V listopadu 1938 toto své přání deputace režisérů zopakovala znovu ústně, ale Miloš Havel odmítl přání režisérů vyhovět. Na počátku německé okupace pak Miloš Havel narychlo uzavřel smlouvy s celou řadou spisovatelů, kterým hrozilo bezprostřední nebezpečí pro jejich levicové smýšlení. Havlův Lucernafilm zaměstnával po dobu protektorátu třeba Jana Drdu nebo Václava Řezáče a také umožnil pod pseudonymy pracovat Ivanu Olbrachtovi nebo Olze Scheinpflugové.
Záměrně také zaměstnával více herců i filmových pracovníků než bylo třeba, jen proto, aby je uchránil před totálním nasazením v Německu. Dosvědčují to vlastnoruční rukopisná prohlášení vydaná pracovníky kultury po květnu 1945, např. Jiřího Frejky, Franka Tetauera, Jana Drdy, Václava Vydry a Františka Götze. Uvádějí, že před totálním nasazením uchránil dále mj. také divadelní režiséry Františka Salzera, Antonína Kurše, Jana Škodu a Karla Jerneka. Na základě jeho přímluvy byl z německého vězení propuštěn básník Vítězslav Nezval. Miloš Havel však také měl styky s řadou německých funkcionářů či filmařů, některé zval i na večírky do své vily. Mezi ně patřili i vedoucí pracovníci kulturněpolitického oddělení Úřadu říšského protektora Anton Zankl a Wilhelm Söhnel.

### Život po válce a emigrace
Lucernafilm byl spolu s ostatními filmovými podniky znárodněn hned na jaře 1945. Začalo také zatýkání a vyšetřování osob, které byly podezřelé z kolaborace s nacisty. Vyšetřovatelé se snažili zdiskreditovat také Miloše Havla, k čemuž chtěli využít nejen jeho styků s Němci během protektorátu, ale rovněž jeho homosexuality. Na podzim 1945 proběhlo disciplinární řízení Svazu českých filmových pracovníků, ve kterém byl Miloš Havel obviněn z „činů a jednání ve prospěch okupantů a poskytování výhod“, dále z „uplácení okupantů, přijímání či usilování u okupantů a zrádců o mimořádné odměny, hodnosti či vyznamenání“, ze „společenského styku s okupanty“ a z „asociálního jednání v širším smyslu.“ Disciplinární radě předsedal režisér Jiří Slavíček a za tvůrčí pracovníky se angažoval mj. Theodor Pištěk. Slavíček ze své pozice odstoupil, Theodor Pištěk náhle onemocněl a předsedou se stal režisér Elmar Klos. Podle jeho pozdějších vzpomínek „předložená udání vypovídají spíše o osobních nechutích pisatelů a nedoložených domněnkách než o konkrétních faktech a svědectvích”, přesto však Miloš Havel „neměl nárok na osvobození”. Rada se usnesla, že se „dopustil jednání příčících se národní cti českých filmových pracovníků a vylučuje se proto z jakékoli činnosti ve filmovém oboru”.
Následně byl Miloš Havel v roce 1947 souzen před mimořádným lidovým soudem. V prosinci 1947 bylo řízení zastaveno. Obnoveno bylo na podzim 1948, následně však opět zastaveno.
V roce 1948 došlo ke znárodnění firmy Bratří Havlové, která mj. vlastnila Palác Lucerna. Jeho přítel, izraelský vyslanec Ehud Avri'el, který bydlel v jeho vile, mu navrhl odjet do Izraele a na tříletou smlouvu tam zorganizovat vybudování filmových ateliérů. Vycestovat mu povoleno nebylo, tak se v roce 1949 pokusil se svým přítelem Dušanem Hubáčkem utéct přes Rakousko. Byli však zadrženi v sovětské okupační zóně, vráceni do Československa a za tento útěk byl Miloš Havel odsouzen ke dvěma letům vězení a propadnutí majetku. Vězněn byl ve věznici na Borech a poté strávil ještě rok v táboře nucených prací ve Všebořicích, odkud byl propuštěn s podlomeným zdravím v prosinci 1951. Naposledy byl Miloš Havel na Havlově krátce před svým útěkem z Československa, v srpnu 1952, aby se rozloučil s bratrem a synovci. V září 1952 úspěšně uprchl do Rakouska; akci pomohli zorganizovat pracovníci izraelského velvyslanectví. Později se přestěhoval do Německa a usadil se v Mnichově.
Po emigraci v roce 1955 do Mnichova zprvu prodával „americké plátěné texasky” (džíny) a pak založil společnost Lucerna-Film GmbH, v níž vyprodukoval německou obdobu Kristiána pod názvem Ich liebe Dich a další dva filmy, ovšem jeho snahy skončily krachem. Definitivně se rozešel s Dušanem Hubáčkem. Snažil se od dubna 1963 uplatnit v gastronomii. Restaurant Zur Stadt Prag s českou kuchyní se brzo zaběhl a navštěvovali jej jak jeho přátelé z Československa, tak i z Mnichova. Obnovil svou „návštěvní knihu” z vily na Barrandově, kterou mu přivezl v roce 1965 Václav Havel. Mezi podepsanými návštěvníky byli mj. Jiří Šlitr, Jiřina Šejbalová, Lída Baarová, Jaroslav Marvan, František Filipovský, Bohuš Záhorský, Marie Vášová, Julius Firt a další. Po necelých 5 letech dostal z nájmu restaurace výpověď a od 29. prosince 1967 začal jako spolumajitel květinářství.
Zemřel 23. února 1968 v Mnichově a jeho urna je uložena v rodinné hrobce Havlových na vinohradském hřbitově (odd. arkáda, hrobka 14hr.)[zdroj?]

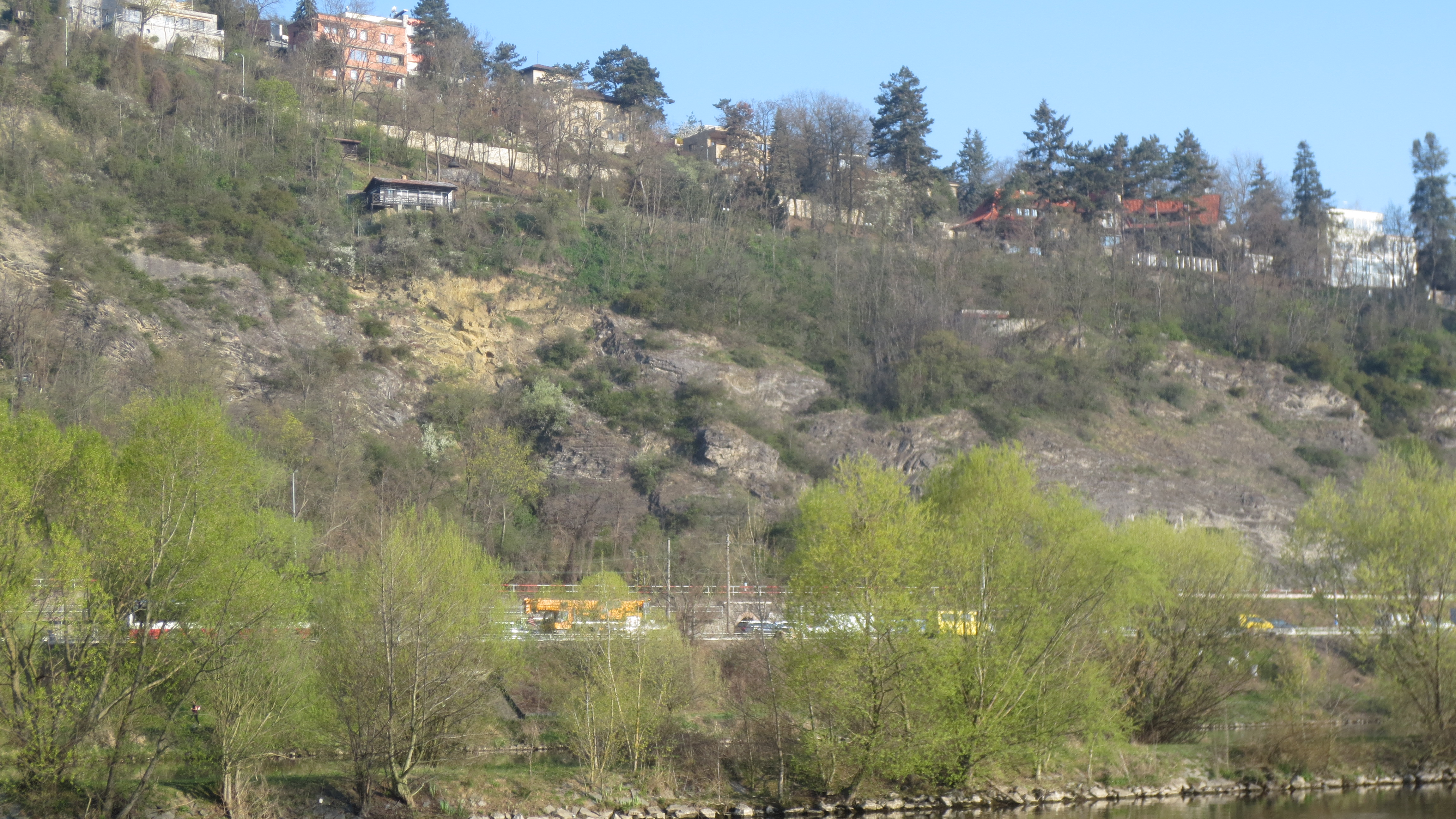
Srub a vila Miloše Havla

## Nemovitosti
Jeho vila na Barrandově mu byla zabavena po odsouzení za útěk v roce 1949, na počátku devadesátých let ji v restituci získali Ivan a Václav Havlovi, stejně jako Palác Lucerna, vlastněný firmou Bratři Havlové. Nyní vilu na Barrandově (objekt a parcely) vlastní společnost EPMAS, a.s. a nájemcem je Antonín Charouz prostřednictvím své akciové společnosti Bohemian Marketing & Promotion. Villa Barrandov je pronajímána pro firemní a společenské akce. Nabízí luxusně zařízená apartmá s veškerým příslušenstvím, fitcentrum, krytý bazén, vířivou masážní vanu, UV saunu i klasickou finskou saunu včetně masáží. Srub Miloše Havla (Barrandovská ev. č. 829/56) vlastní mgr. Romuald Kopún, předseda představenstva a jediný akcionář společnosti EPMAS.
Rodinné sídlo Havlov ve Žďárci přešlo koncem 50. let do majetku MNV Žďárov za odhadní cenu 70 tisíc korun, kterou však rodina nikdy nedostala. Bylo zde rekreační středisko a letní pionýrský tábor podniku TOS Kuřim. Vácslavem Havlem postavená chata byla zbořena a na parcelách byly postaveny nové budovy. Z původních objektů zůstala stát pouze hájenka, ale i tu nyní vlastní společnost REAL COMPANY, spol. s r.o. z Brna. Areál je provozován jako Hotel Havlov na adrese Žďárec č.p. 63.

## Citát
| „                | Za nacistické okupace jsme drželi víc pohromadě. Miloš Havel, který spoluvlastnil palác Lucerna a byl hlavním akcionářem filmových továren AB, také producentem mnoha českých filmů, a v některých jsem hrál, byl velmi štědrý k celé filmové branži. Co ten toho udělal pro umělce, když nesměli za okupace ve svém oboru pracovat! Brzy po okupaci zřídil v dolních místnostech Lucerny filmový klub, ve kterém jsme se mohli scházet, popovídat si, vylít si srdce, zanadávat na poměry. A bez obav, že za to budeme šikanováni. | “ |
| — Raoul Schránil | |   |

## V kultuře
- 2023 – Kouzelný kopec (dokument ČT, režie: Roman Vávra) – dokument o vzniku barrandovských filmových studií, kterým provází postava Miloše Havla[42]